# Aporia acraea
Aporia acraea é uma borboleta na família Pieridae. Ela foi descrita pela primeira vez por Charles Oberthür, em 1885, como Pieris acraea, e ocorre na China.

## Subespécies[1]
- Aporia acraea acraea (Oberthür, 1885)
- Aporia acraea lotis (Leech, 1890)
- Aporia acraea wolongensis Yoshino, 1995